# Johann Jacob Vierling
Johann Jacob Vierling est un orfèvre actif à Strasbourg au XVIIIe siècle.

## Biographie
Il effectue son apprentissage chez Johann Friedrich (Jean Frédéric) Unselt, de 1729 à 1733, puis, à la mort de celui-ci en août 1733, l'achève chez Jean (Johannes) Pick, père de Jean Georges Pick et de Jean Eberhard Pick. Il est reçu maître en 1745.

## Œuvre
Le musée des arts décoratifs de Strasbourg possède de lui un gobelet en argent doré, ovale, à côtes pincées reposant sur un piédouche godronné  et une paire de flambeaux en argent, réalisés selon la technique de la fonte. Leur base circulaire est chantournée avec une moulure de joncs qui se répète sur le nœud et à la base du binet.

Musée des arts décoratifs de Strasbourg.
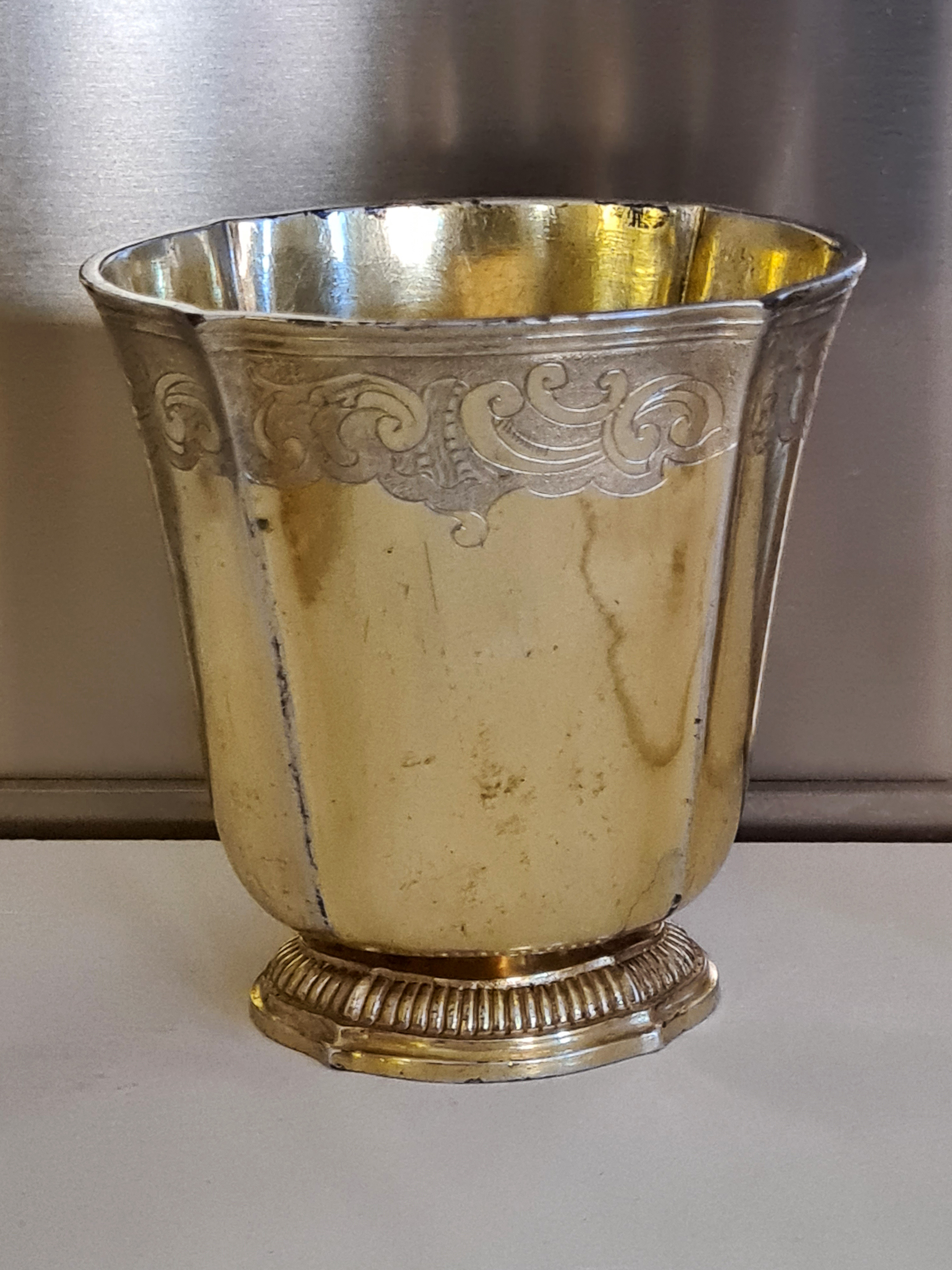
Gobelet ovale en argent doré.
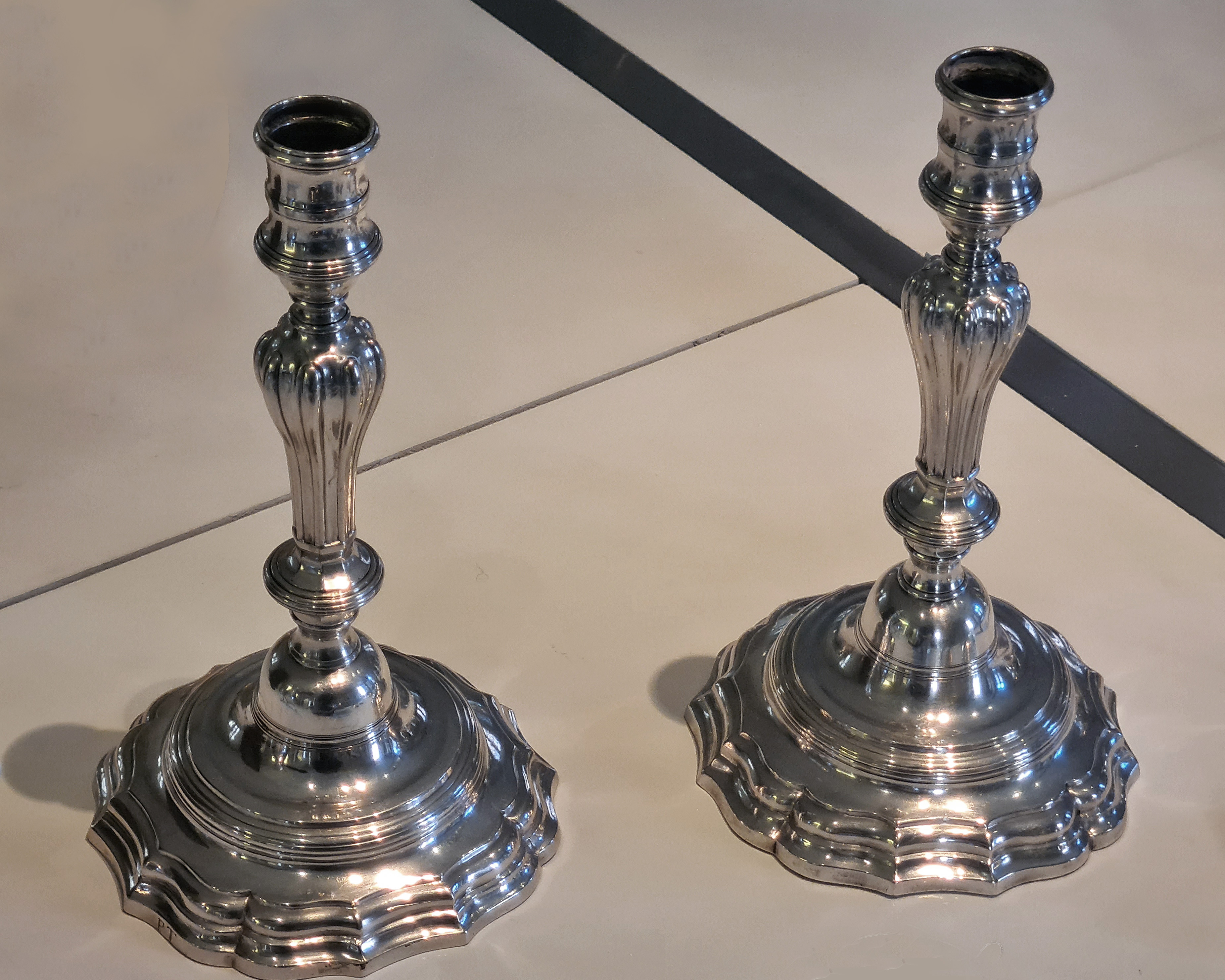
Paire de flambeaux an argent.

Le musée des Arts décoratifs de Paris conserve également un gobelet ovale en argent doré, à quatre côtes pincées, sur piédouche godronné.